# Cuando se va el amor
Cuando se va el amor è una canzone della cantante portoricana Kany García.

## Composizione e ispirazione
La canzone Cuando se va el amor il terzo singolo estratto dall'album omonimo ed è stata scelta dai fan di Kany Garcia su facebook. Non è stato girato alcun video poiché il singolo è uscito solo in via promozionale.
In Colombia ha raggiunto la posizione 18 della classifica nazionale.